# جيف فريدريك
جيف فريدريك (بالإنجليزية: Jeff Frederick)‏ هو سياسي أمريكي، ولد في 23 سبتمبر 1975 في فيرفاكس في الولايات المتحدة. حزبياً، نشط في الحزب الجمهوري.

## وصلات خارجية
- الموقع الرسمي